# Sena breyeri
Sena breyeri är en fjärilsart som beskrevs av Aurivillius 1922. Sena breyeri ingår i släktet Sena och familjen ädelspinnare. Inga underarter finns listade i Catalogue of Life.